# Etika vrlin
Etika vrlin je eden od treh glavnih pristopov v normativni etiki. Poudarek daje vrlinam ali moralnemu značaju v nasprotju s pristopi, ki poudarjajo dolžnosti in pravila (deontologija) ali posledice dejanj (konsekvencionalizem).
Moralne teorije, ki se obravnavajo pri etiki vrlin, se zgledujejo po Aristotelu, ki je razglasil, da je kreposten človek nekdo z idealnimi značajskimi lastnostmi. Te so notranje značilnosti in posledice naravnih tendenc, ki pa jih je potrebno gojiti. Kreposten človek se bo vedel na dober način v različnih situacijah skozi življenje in to zaradi svojega značaja in ne ker želi maksimirati korist ali pa ker je to preprosto njegova dolžnost. Teorije etike vrlin ne poskušajo primarno odkriti univerzalnih principov, ki bi se jih dalo uporabiti za vsako moralno situacijo. Sprašujejo se kako živeti dobro ali pa kako naj se živi.